# مئوسیشا
مئوسیشا (به لاتین: Meusisha) یک منطقهٔ مسکونی در روسیه است که در شهرستان داخادایفسکی واقع شده‌است.